# Andreas Steinmetz
Andreas Steinmetz, în română Andrei Pietrarul, în latină Andreas Lapicida a fost un pietrar sas din Sibiu, care a activat în secolul al XV-lea în Transilvania. Lucrările sale se disting prin faptul că sunt marcate cu însemnul ALH (Andreas Lapicida Hermannstadt).
Nu se cunoaște anul nașterii sale, dar din documente, reiese că a lucrat cu siguranță între anii 1478 și 1504. 
A lucrat și la comanda primarului Sibiului Thomas Altemberger (1471-1490) Casa Altemberger (cunoscută ca Primăria Veche, în prezent Muzeul de Istorie) și Catedrala Evanghelică din Sibiu.
Portalul din piatră de la Casa Parohială din Sibiu, pe atunci catolică, după Reforma Protestantă evanghelică, a fost realizat de Andreas Lapicida în stil gotic.
Tot el a contribuit la construcția Bisericii fortificate din Moșna, Bisericii fortificate din Ațel, Bisericii fortificate din Richiș și Bisericii fortificate din Cristian.
Reconstrucția bisericii parohiale din Moșna a fost terminată în anul 1498, sub coordonarea lui Andreas Lapicida, el executând și multe deintre ele. Pe strana tripartită din piatră, de pe peretele sudic al corului, sunt incizate inițialele meșterului pietrar și anul 1500, iar pe ancadramentul de piatră al ușii către sacristie, realizat tot de Andreas Lapicida, este înscris anul 1501. Tot el este cel care a sculptat din piatră amvonul și tabernacolul de peste 11 metri înălțime, care se află lângă ușa sacristiei.
Din această perioadă, s-a păstrat un contract încheiat în 1480 cu meșterul sibian Andreas Lapicida, referitor la lucrările de pietrărie de la biserica din Cristian, Sibiu. Între anii 1480-1495, vechea bazilică romanică din Cristian a fost transformată de meșterul Andreas Lapicida într-o biserică-sală, cu trei nave și trei altare, cel al colateralei nordice fiind transformat ulterior în sacristie. Pentru munca sa a fost plătit cu 400 guldeni.
Între meșterii care au lucrat la Abația cisterciană de la Cârța se numără și Andreas Lapicida, al cărui nume se mai poate încă citi pe un capitel.
În 1499 a participat la reconstrucția bisericii din Ațel. Se presupune că din mâna lui au ieșit ancadramentul ușii sacristiei și nișa de șezut (în latină sedile) pe zidul de sud. 
Este de presupus că a decedat cândva între 1502, când a terminat portalul casei parohiale din Sibiu, și 1504, când un anume Meister Sebastian a fost angajat să continue lucrările pe care le începuse Lapicida în 1495 la biserica din Cârța. 